# Dôme (Charleroi)
Der Dôme (Eigenschreibweise: DÔME, offiziell: Palais des sports du Pays de Charleroi) ist eine Mehrzweckhalle in der belgischen Stadt Charleroi. Der Basketballclub Spirou BC Charleroi empfängt hier seit 1996 seine Gegner zu den Heimspielen. Die Arena fasst insgesamt 6300 Zuschauer, die sich in 5440 Sitzplätzen, 16 V.I.P.-Logen mit je zehn Plätzen und 700 Business-Sitze verteilen.

## Geschichte
Ursprünglich als Tennishalle für eine Nick Bollettieri Tennis Academy konzipiert; wurde die Halle zu klein. Besonders für die Anforderungen des Spirou BC Charleroi und aus diesem Grund wurde die Arena 2002 erweitert. Die Betonkuppel wurde über das bestehende Gebäude errichtet, der Spielbetrieb wurde dadurch aber nicht beeinträchtigt.
Im Tennissport nutzt das Fed-Cup-Team Belgiens die Mehrzweckhalle ebenso als Spielort; so fand am 16. und 17. September 2006 das Finale im Fed Cup statt. Die Belgierinnen unterlagen den Italienerinnen vor heimischem Publikum mit 2:3 Spielen. Zwischen dem 4. bis 6. März 2011 unterlag die belgische Davis-Cup-Mannschaft in Charleroi den Spaniern mit Rafael Nadal in der ersten Runde mit 1:4. Neben Hasselt und die Stadt Luxemburg war Charleroi Spielort der Volleyball-Europameisterschaft der Frauen 2007.
Im Eurocup Women 2014/15 im Frauen-Basketball trafen Royal Castors Braine und ESB Villeneuve-d’Ascq im Finale aufeinander. Das Heimspiel von Royal fand im RTL Spiroudome statt, da die sonstige Spielstätte zu klein war.
Des Weiteren finden in der Halle z. B. Konzerte (u. a. Night of the Proms, Kim Wilde, Alison Moyet, Midge Ure, Simple Minds), Spiele der Basketball-Showtruppe Harlem Globetrotters und Tanzveranstaltungen statt. Die Wahl zur Miss Belgien 2009 wurde im Dôme ausgerichtet. Die türkischstämmige Zeynep Sever wurde auf der Veranstaltung am 23. Dezember 2008 zur Siegerin gekürt.
Seit März 2019 trägt die Veranstaltungshalle den Namen Dôme.

## Finalspiele im  ULEB Cup
Der europäische Basketballverband ULEB wählte den RTL Spiroudome als Spielort für das Finale des ULEB Cups 2004 aus. Auch in den drei folgenden Jahren (2005, 2006, 2007) verblieb das Finale des Wettbewerbes in der belgischen Stadt im Hennegau.
- 13. April 2004:  Hapoel Jerusalem –  Real Madrid 83:72
- 19. April 2005:  BC Lietuvos Rytas –  Makedonikos 78:74
- 10. April 2006:  MBK Dynamo Moskau –  Aris Thessaloniki 73:60
- 11. April 2007:  Real Madrid –  BC Lietuvos Rytas 87:75

## Galerie

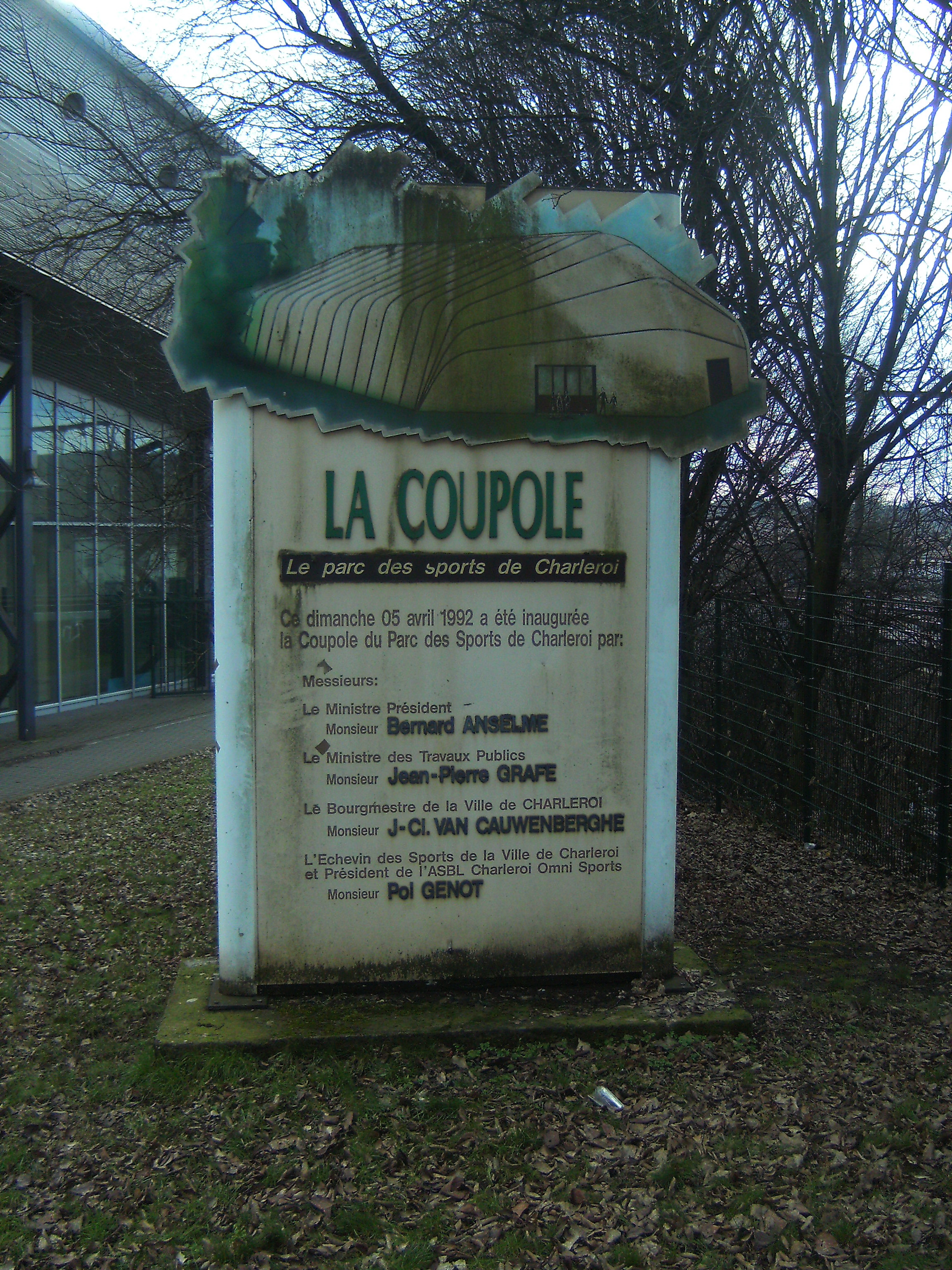
Gedenkstein zur Eröffnung der Halle La Coupole am 5. April 1992
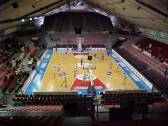
Innenraum des früheren La Coupole
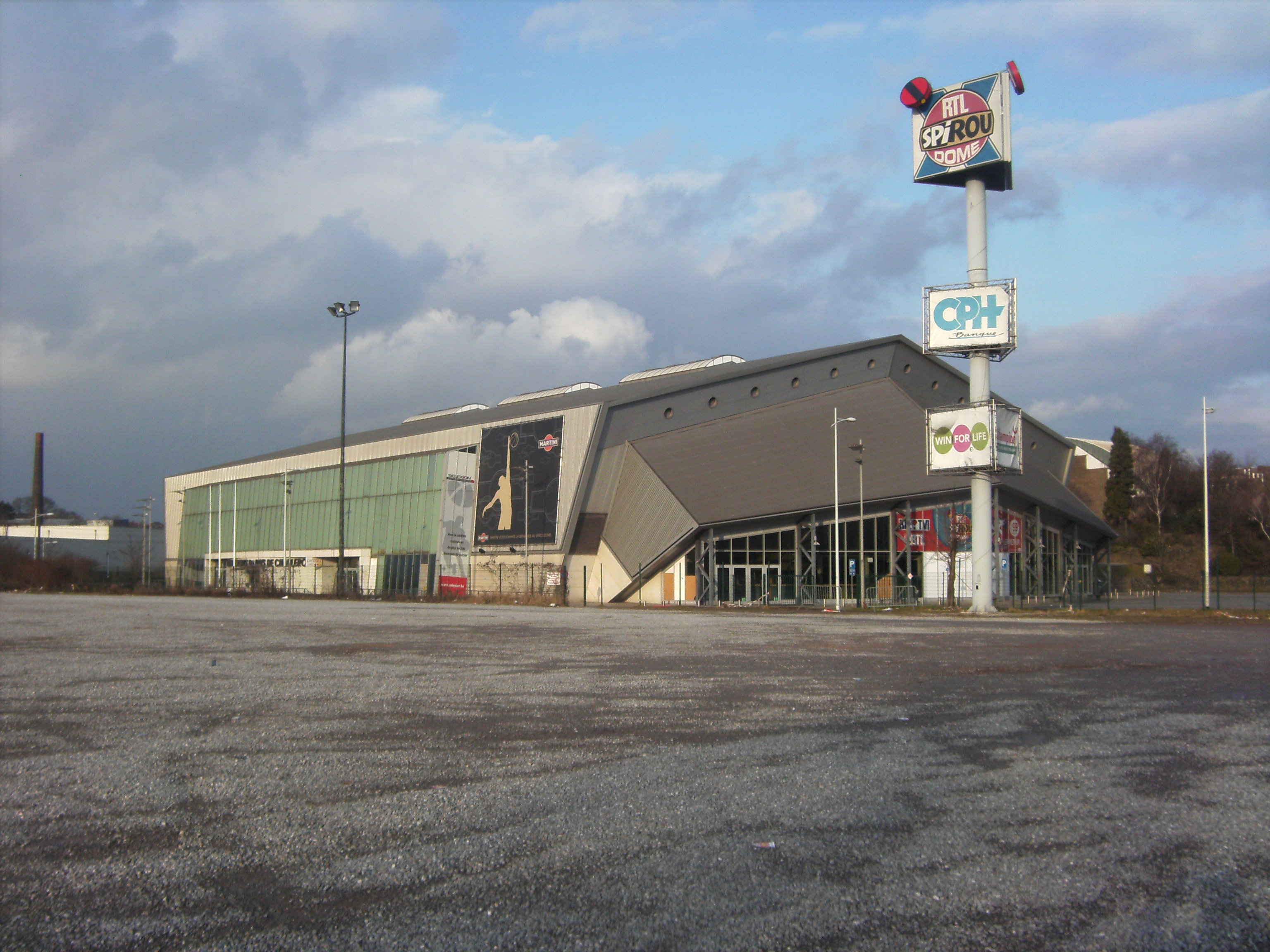
RTL Spiroudome (2010)